# Notioscopus
Notioscopus Simon, 1884 è un genere di ragni appartenente alla famiglia Linyphiidae.

## Distribuzione
Le tre specie oggi attribuite a questo genere sono state rinvenute nella regione paleartica e in Sudafrica: la specie dall'areale più vasto è la N. sarcinatus, rinvenuta in svariate località dell'Europa e della Russia.
In Italia sono stati rinvenuti esemplari di N. sarcinatus.

## Tassonomia
A dicembre 2011, si compone di tre specie:
- Notioscopus australis Simon, 1894 — Sudafrica
- Notioscopus sarcinatus (O. P.-Cambridge, 1872)[4] — Europa, Russia
- Notioscopus sibiricus Tanasevitch, 2007 — Russia, Mongolia, Cina, Isole Sakhalin

### Sinonimi
- Notioscopus lapponicus (Schenkel, 1939); esemplari trasferiti qui dall'ex-genere Coryphaeolana, oggi sinonimo di Collinsia O. P.-Cambridge, 1913. Sono stati riconosciuti sinonimi di N. sarcinatus (O. P.-Cambridge, 1872) a seguito di un lavoro di Holm del 1945[1].

### Specie trasferite
- Notioscopus gibbicervix Denis, 1962; trasferita al genere Bursellia Holm, 1962[1].
- Notioscopus monticola Tullgren, 1910; trasferita al genere Callitrichia Fage, 1936[1].

### Nomen dubium
- Notioscopus jamalensis Grese, 1909; esemplari femminili, reperiti in Russia, a seguito di uno studio dell'aracnologo Tanasevitch del 2007 sono da ritenersi nomina dubia[1].